# Jan Żabiński
Jan Żabiński (8. dubna 1897 Varšava – 26. července 1974 tamtéž) byl slavný polský zoolog, zootechnik a fyziolog, žák Jana Sosnowského. Byl spoluzakladatel a druhý ředitel Varšavské zoologické zahrady (1928/1929-1951) a vrchní správce městských veřejných parků ve Varšavě.
Je autorem celé řady populárně naučných knih o zvířatech a jejich etologii, podílel se i na tvorbě řady rozhlasových pořadů s týmž zaměřením. Hrál významnou roli při záchraně zubra a jeho navrácení do přírody.
Za druhé světové války spolupracoval se Żegotou, spolu se svou ženou Antoninou a synem Ryszardem ukryl ve Varšavské zoo coby přechodném útočišti stovky Židů uprchlých z Varšavského ghetta, někteří zůstali i dlouhodobě. Jako poručík Zemské armády bojoval ve Varšavském povstání, byl zraněn, zajat a do konce války žil jako válečný zajatec v německých zajateckých táborech.
V roce 1965 ho i jeho manželku Jad vašem prohlásil za spravedlivé mezi národy. V roce 2007 napsala americká spisovatelka Diane Ackerman knihu The Zookeeper's Wife: A War Story, která pojednává o válečné činnosti Żabińských (založena je především na denících jeho ženy).

## Dílo
Vydal 60 populárně naučných a 32 vědeckých knih.
- Jak powstała trąba słonia (česky vyšlo v roce 1960 jako Proč má slon chobot a ptáci peří) - určeno dětem
- Porozumienie ze zwierzęciem (1953)
- Z psychologii zwierząt (1956)